# Connor Mahoney
Connor Anthony Mahoney (Blackburn,  Lancashire, Inglaterra, Reino Unido, 12 de febrero de 1997) es un futbolista inglés. Juega de delantero y su equipo es el Barrow A. F. C. de la League Two de Inglaterra.

## Trayectoria

### Inicios: Accrington Stanley
Jugó en las inferiores del Burnley y el Blakcburn Rovers, para luego unirse al Accrington Stanley, donde progresó en las categorías inferiores y comenzar su carrera como profesional. Debutó en el primer equipo el 28 de agosto de 2013, en la derrota por 2-0 ante el Cardiff City en la Copa de la Liga. Jugó 6 encuentros en su paso por el Accrington Stanley.

### Blackburn Rovers
Mahoney fichó por el Blackburn Rovers el 13 de septiembre de 2013, donde en un principio sería parte de las inferiores del club. Debutó en el Blackbun el 15 de enero de 2016 ante el Manchester City en la FA Cup, cuando entró al minuto 89 en reemplazo de Lee Williamson. Firmó su primer contrato profesional con el club el 12 de febrero de 2014.
Gran parte de su paso por el Blackburn fue en el segundo equipo del club. En su última temporada en Blackburn, la 2016-17, jugó 21 encuentros, temporada en que el Blackburn descendió a la League One.

### AFC Bournemouth
Luego del descenso del Blackburn Rovers, se reportó que el club ofreció un nuevo contrato al jugador, sin embargo el jugador inglés no lo aceptó. El 4 de julio de 2017, Mahoney se unió al AFC Bournemouth de la Premier League por cuatro años.
Luego de jugar dos encuentros de copa para las cerezas en 2017, Connor fue transferido a préstamo al Barnsley para la segunda mitad de la temporada 2017-18.
El 7 de agosto de 2018, Mahoney se unió a préstamo al Birmingham City por toda la temporada. Debutó como sustituto en el segundo tiempo del encuentro ante el Middlesbrough, donde el Birmingham perdió por la mínima. Anotó su primer gol para el club el 27 de octubre en la victoria 3-1 ante el Sheffield Wednesday.

## Selección nacional
Debutó con la selección sub-17 de Inglaterra el 30 de enero de 2014 ante Bélgica.
Fue llamado a la selección de Inglaterra sub-18 en septiembre de 2014, donde debutó cuatro días después en la derrota por 2-0 ante Italia.

## Clubes
| Club                           | País       | Año       |
| ------------------------------ | ---------- | --------- |
| Accrington Stanley F. C.       | Inglaterra | 2013      |
| Blackburn Rovers F. C.         | Inglaterra | 2013-2017 |
| AFC Bournemouth                | Inglaterra | 2017-2019 |
| Barnsley F. C. (cesión)        | Inglaterra | 2018      |
| Birmingham City F. C. (cesión) | Inglaterra | 2018-2019 |
| Millwall F. C.                 | Inglaterra | 2019-2022 |
| Huddersfield Town A. F. C.     | Inglaterra | 2022-2024 |
| Gillingham F. C. (cesión)      | Inglaterra | 2023-2024 |
| Barrow A. F. C.                | Inglaterra | 2024-     |

## Vida personal
Mahony creció siendo simpatizante del Blackburn Rovers. Su hermano Dom también es futbolista.